# Тимкин, Алексей Викторович
Алексе́й Ви́кторович Ти́мкин (род. 21 апреля 1979 года, Киров, Кировская область, РСФСР, СССР) — российский хоккеист, игравший в клубах высших дивизионов России, Белоруссии и Казахстана.

## Биография
Воспитанник хоккейной школы Кирова. Дебютировал в сезоне 1995/1996 в ярославском «дубле» «Торпедо» в первой лиге. В сезоне 1997/1998 вошёл и в основной состав клуба, игравший в Суперлиге.
С 1998 по 2007 годы выступал в составе «Олимпии» Кирово-Чепецк (высшая лига). Параллельно на правах аренды или кратковременных переходов играл в клубах (в основном высшей лиги): тамбовском «Авангарде» и петербургском «Спартаке» (1998), «Капитане» Ступино (2001/2002) и клубе «Дмитров» (2005/2006), а также в белорусском клубе «Витебск» (в сезоне 2002/2003 выступавшем в национальном чемпионате и Восточно-европейской лиге) и кахахстанском «Казахмысе» Караганда (игравшем в сезоне 2003/2004 в высшей российской лиге и ставшем бронзовым призёром национального чемпионата).
После сезона 2007/2008 в волжском клубе «Ариада-Акпарс», завершил карьеру во французском клубе третьего дивизиона «Альбатрос де Брест» вместе с Алексеем Волковым.
Тренер юношеских команд в родном Кирове.

## Достижения
- Бронзовый призёр чемпионата Казахстана 2003/2004[англ.].